# Mirko de Montenegro
Mirco Demétrio de Montenegro (em sérvio cirílico: Мирко Петровић-Његош, transl.: Mirko Dimitri Petrović-Njegoš; 17 de Abril de 1879 - 2 de Março de 1918) foi o segundo filho do rei Nicolau I de Montenegro e de Milena Vukotić.

## Casamento
No dia 25 de Julho de 1902, Mirko casou-se em Cetinje com Natalija Konstantinović, filha de Alexander Konstantinović e da sua esposa, Milena Opuić, neta paterna de Aleksandar Konstantinović e da princesa Anka Obrenović, filha de Jevrem Obrenović, irmão mais novo de Miloš Obrenović I, príncipe da Sérvia.
O casal teve cinco filhos antes de se divorciar em 1917:
- Estêvão de Montenegro (Cetinje, 27 de Agosto de 1903- Cannes, 15 de Março de 1908)
- Estalisnau de Montenegro (Cetinje, 30 de Janeiro de 1905 - Kotor, 4 de Janeiro de 1908)
- Miguel de Montenegro (1908- 1986)
- Paulo de Montenegro (Podgorica, 16 de Maio de 1910 - Junho de 1933)
- Emanuel de Montenegro (Cetinje, 10 de Junho de 1912- Biarritz, 26 de Março de 1928).

O seu filho Miguel sucedeu Mirko na linha de sucessão montenegrina e acabaria por se tornar chefe da Casa de Petrović-Njegoš e pretendente ao trono montenegrino.

## Trono sérvio
Uma vez que a esposa de Mirko era neta de Alexander Constantinović, que se tinha casado em 1842 com Anna Obrenovic, um membro da Casa Real da Sérvia, foi decidido juntamente com o governo sérvio que o príncipe Mirko seria proclamado príncipe-herdeiro da Sérvia no caso de o casamento do rei Alexandre I com a rainha Draga não produzisse herdeiros.
Mirko perdeu a sua oportunidade de suceder ao trono quando em 1903, após o assassinato de Alexandre e Draga, o trono foi parar às mãos de Pedro Karageorgevic. Contudo, em 1911, juntou-se à "União ou Morte", uma sociedade secreta que queria a unificação de todos os sérvios dos Balcãs, principalmente os do Império Austro-Húngaro e estava determinado a tornar-se no líder unificador da sociedade.

## Morte
Mirko divorciou-se da sua esposa em 1917 e mudou-se de Paris para Viena onde morreu em 1918. Após a sua morte, o seu filho Miguel, de dez anos, foi educado em Paris pela sua mãe e membros da família real montenegrina em exílio. Em 1921, após a morte do rei Nicolau I e pouco depois da abdicação do príncipe-herdeiro Daniel, o príncipe de treze anos tornou-se chefe da Casa Petrović-Njegoš, embora no início tenha passado por uma regência.